# Luis Felipe Calderón Reyes
Luis Felipe Calderón Reyes (Santa Rosa de Viterbo, 1860-1943) fue un médico cirujano, científico, académico colombiano, miembro del Partido Liberal Colombiano.
Calderón ejerció su profesión como médico durante la Guerra de los Mil Días, siendo presidente de la Junta Central de Higiene, miembro de la Academia Nacional de Medicina y otros organismos científicos nacionales e internacionales, profesor de clínica, académico y decano de la Facultad de Medicina de la Universidad Nacional de Colombia, de la que era egresado. Se especializó en París en cirugía, y fundó a su regreso a Colombia con ayuda de sus socios la Clínica Marly, en Bogotá.
Su parentesco con la élite política de su país le permitió destacar como filántropo del sector de la ciencia médica y la salud. Fue uno de los promotores del primer código de ética médica colombiano.

## Familia

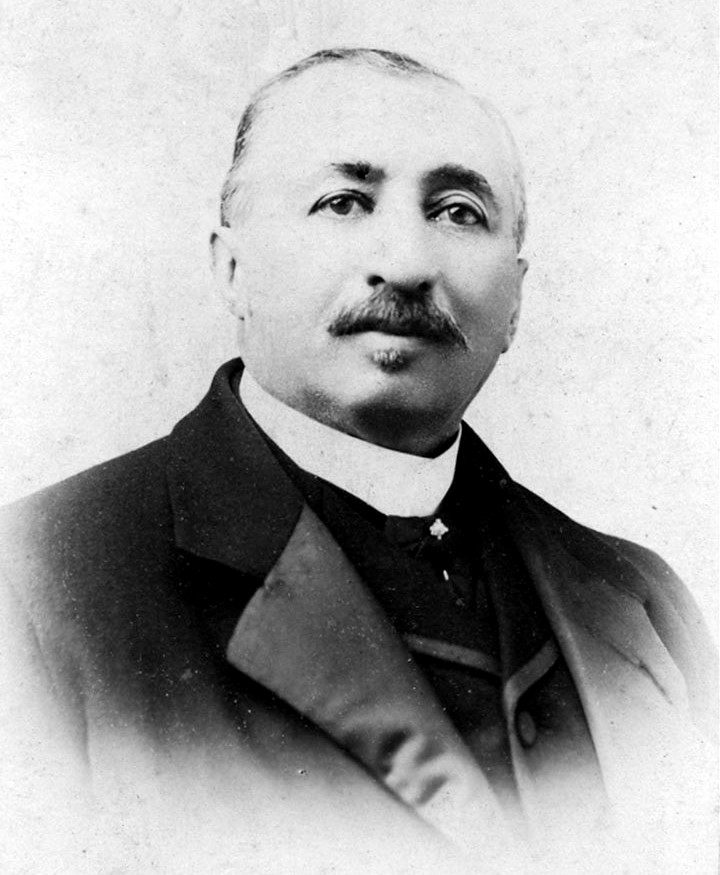
Clímaco Calderón su hermanastro.

Sus padres eran Carlos Calderón Reyes I y su primera esposa Inés Reyes Fonseca, siendo sus hermanos Florentino, Antonio, Segunda, José María y Víctor Calderón Reyes.
Por otro lado, su padre se unió en segundas nupcias con Clotilde Reyes, su cuñada, con quien tuvo a Clímaco y Carlos Calderón Reyes II. Su hermano Víctor fue un oficial del ejército y ministro de guerra, mientras que su hermanastro Clímaco fue presidente encargado de Colombia en 1882; y Carlos, ministro en varios gobiernos conservadores. Las hermanas Reyes Fonseca eran hermanastras del general Rafael Reyes Prieto, expresidente de Colombia.

### Matrimonios y descendencia
Luis Felipe contrajo nupcias en dos ocasiones, la primera con Emma Restrepo Mejía, con quien tuvo a sus hijos Clímaco y Carlos Carlderón Restrepo, llamados así en honor a sus hermanastros menores. La tía materna de su esposa, María Restrepo, fue abuela del político y periodista colombiano de origen diplomático Douglas Botero Boshell, cuyo hijo Mauricio se casó con Carolina Barco Isakson, hija del expresidente Virgilio Barco y su esposa Carolina Isakson.
Su segunda esposa fue la francesa Marcele Payet, con quien tuvo al colombo-francés Guy Calderón Payet.

## Obras
- Estudio sobre la amputación del cuello uterino
- Infección Gonocócica
- Estudio bacteriológico de las secreciones patológicas uretrales
- Naturaleza de las cardiopatías de la menopausia en las alturas y su tratamiento
- Cefalea y astenopias
- Cefalea y pereza en el estudiante
- A propósito de un caso común de hemorroides